# 陸運昌
陸運昌（1598年—1641年），初名鳴勳，字夢鶴，浙江杭州府錢塘縣人，明朝政治人物。

## 生平
萬曆四十六年（1618年）戊午科浙江鄉試第三十六名舉人，崇禎七年（1634年）中式甲戌科會試第六十八名，三甲第四十八名進士。刑部觀政，授永豐縣知縣，九年（1636年）調吉水縣知縣，丁母憂去官，十四年（1641年）去世。

## 家族
曾祖陸萬鍾，庠生；祖父陸洪，鄉飲儒官；父陸東，字宗望，國子生。
弟陸鳴時、陸鳴煃，與陸運昌兄弟友愛。
子陸圻、陸培、陸堦、陸垿、陸垣、陸㙄。當中陸圻、陸培、陸堦並稱“陸氏三龍門”。陸培明末以行人司行人殉国，自缢死桐坞。陸圻少时诗名籍甚，渔洋山人推为西泠十子之冠。明亡后奉母隐居河渚，以卖药为生，后或出家为僧或为道士，不知所终。

## 引用
1. ↑  《崇祯七年甲戌科进士履历便览》：陆运昌，曾祖万锺，庠生；祖洪，乡飲儒官；父东，廪膳太学生。梦鹤，易五房，戊戌年四月十三日，杭州府钱塘县人，戊午乡试，会六十八名，三甲四十八名，刑部观政，六月授江西永豐知县，丙子调繁吉水县。辛巳卒。
2. ↑  《浙江通志》：陆培，字鲲庭，浙江钱塘人，登崇祯庚辰进士，父喪丁憂，起为行人。
3. ↑  《浙江通志》：陸東字宗望，三中副榜不第，遂入國學。天性友愛，長兄沒燕邸，親往扶櫬。嫂嚴病瞽而弟婦少寡，悉敬養之，終其身。兄弟皆有子俱夭，悉斂葬如己出。又為兩嫂連舉大喪，動皆循禮。
4. ↑  《浙江通志》：陆圻字丽京，一字景宣，号讲山，钱塘人，崇祯年选贡。与弟培、堦，高文异采，号为三陆。乙酉，培以行人殉国，缢死桐坞。讲山奉母隐居河渚，而卖药于苕、霅间，月一归省。莊廷鑨私史狱起，无妄被收，久之得释。故居被烬，乃携一老仆采药名山。老仆归，讲山不返。或云在岭南为僧，名今龙；或云入武当为道士，竟不知所终。少时诗名籍甚，渔洋山人推为西泠十子之冠，有《威凤堂集》。黄书崖《武林先雅》载其轶事尤详。

| 官衔          | 官衔                           | 官衔                                  |
| ------------- | ------------------------------ | ------------------------------------- |
| 前任： 王龍震 | 明朝吉水縣知縣 崇禎九年-十一年 | 繼任： 宋文旦 四川舉人 以本府同知署篆 |